# Saint-Albin-de-Vaulserre
Saint-Albin-de-Vaulserre este o comună în departamentul Isère din sud-estul Franței. În 2009 avea o populație de 361 de locuitori.

## Evoluția populației
| An        | 1975 | 1982 | 1990 | 1999 | 2006 | 2009 |
| --------- | ---- | ---- | ---- | ---- | ---- | ---- |
| Populație | 299  | 328  | 351  | 368  | 354  | 361  |